# 博利沙亞河
博利沙亞河是俄羅斯的河流，由羅斯托夫州負責管轄，屬於卡利特瓦河的左支流，河道全長152公里，流域面積2,160平方公里，河水主要來自融雪。